# Campeonato da Etiópia de Ciclismo em Estrada
Os Campeonatos da Etiópia de Ciclismo em Estrada foram organizados uma única vez, em 1984, onde Tilahun Alemayehu se impôs. A corrida era composta então só por corredores aficionados. Em 2013, estão de novos organizados.

## Pódios dos campeonatos masculinos

### Ciclismo em estrada
| Ano  | Ganhador           | Segundo           | Terceiro            |
| ---- | ------------------ | ----------------- | ------------------- |
| 1984 | Tilahun Alemayehu  | ?                 | ?                   |
| 2013 | Tsgabu Grmay       | ?                 | ?                   |
| 2014 | Tsgabu Grmay       | Abdurhaman Dary   | Ftawek Beta         |
| 2015 | Tsgabu Grmay       | Getachew Sendeku  | Tibebu Alemayehu    |
| 2016 | Hafetab Weldu      | Getachew Atsbha   | Gebretsadik Alemayo |
| 2017 | Hailemelekot Hailu | Robel Gebremaryam | Kibrom Haylemaryam  |

### Contrarrelógio
| Ano  | Ganhador        | Segundo          | Terceiro         |
| ---- | --------------- | ---------------- | ---------------- |
| 2013 | Tsgabu Grmay    | Kibrom Hailay    | Getachew Sendeku |
| 2014 | Tsgabu Grmay    | Michael Seged    | Bereket Dalga    |
| 2015 | Tsgabu Grmay    | Getachew Sendeku | Tibebu Alemayehu |
| 2016 | Getachew Atsbha | Getachew Sendeku | Tibebu Alemayehu |
| 2017 | Tsgabu Grmay    | Temesgen Buru    | Hafetab Weldu    |
| 2018 | Tsgabu Grmay    | Redwan Ebrahim   | Temesgen Buru    |

### Ciclismo em estrada esperanças
| Ano  | Ganhador         | Segundo         | Terceiro            |
| ---- | ---------------- | --------------- | ------------------- |
| 2015 | Getachew Sendeku | Kedir Seid      | Endale Teka         |
| 2016 | Hafetab Weldu    | Getachew Atsbha | Gebretsadik Alemayo |

### Contrarrelógio Esperanças
| Ano  | Ganhador         | Segundo          | Terceiro          |
| ---- | ---------------- | ---------------- | ----------------- |
| 2015 | Getachew Sendeku | Bereket Dalga    | Samson Mintesimot |
| 2016 | Getachew Atsbha  | Getachew Sendeku | -                 |

## Pódios dos campeonatos femininos

### Ciclismo em estrada
| Ano  | Ganhador         | Segundo                 | Terceiro                    |
| ---- | ---------------- | ----------------------- | --------------------------- |
| 2015 | Eyerusalem Kelil | Eden Bekele Hailemariam | Fikradis Takele             |
| 2016 | Selam Amha       | Eyeru Tesfoam Gebru     | Bhram Fkadu Abrha           |
| 2018 | Selam Amha       | Tsega Beyene            | Meresiet Ashebir Gebrehiwet |

### Contrarrelógio
| Ano  | Ganhador         | Segundo                 | Terceiro          |
| ---- | ---------------- | ----------------------- | ----------------- |
| 2015 | Eyerusalem Kelil | Eden Bekele Hailemariam | Werkinesh Kasaw   |
| 2016 | Eyerusalem Kelil | Eyeru Tesfoam Gebru     | Miheret Asgele    |
| 2018 | Selam Amha       | Miheret Asgele          | Bhram Fkadu Abrha |

### Contrarrelógio juniores
| Ano  | Ganhador             | Segundo         | Terceiro         |
| ---- | -------------------- | --------------- | ---------------- |
| 2018 | Tirhas Teklehaimanot | Merhawit Hadush | Selam Gebrehiwot |